# ナパーポン・キャッティサクチョーチャイ
ナパーポン・キャッティサクチョーチャイ（Napapol Kiatisakchokchai、1978年9月25日 - ）は、タイ王国の男子プロボクサー。
タイでは10年に1人の逸材とされ、高いKO率と打たれ強さが特徴の選手。身長170.9cm、リーチ177.0cm（2008年9月11日測定）。。

## 来歴
1995年8月16日、プロデビュー。当時はムエタイのキャリアも並行していた。
2000年2月11日、タイ国バンタム級王座獲得。
2001年10月19日、WBCインターナショナルスーパーバンタム級王座獲得。
2003年11月22日、アメリカカリフォルニア州ロサンゼルスのオリンピック・アウディトリウムでWBC世界スーパーバンタム級王者オスカー・ラリオスと対戦したが10回TKO負けを喫した。
2007年9月20日、WBC世界スーパーバンタム級挑戦者決定戦で同じタイの強豪セーンヒラン・ルークバンヤイに勝利し、同王座挑戦権を手に入れた。
2008年9月15日、横浜市のパシフィコ横浜で行われたWBC世界スーパーバンタム級暫定王座決定戦にて西岡利晃と対戦したが、2度の減点を含む大差判定負け。
2009年3月20日、ABCOスーパーフェザー級暫定王座決定戦で4回KO勝ちを収め王座獲得に成功した。